# Cartucho intermedio

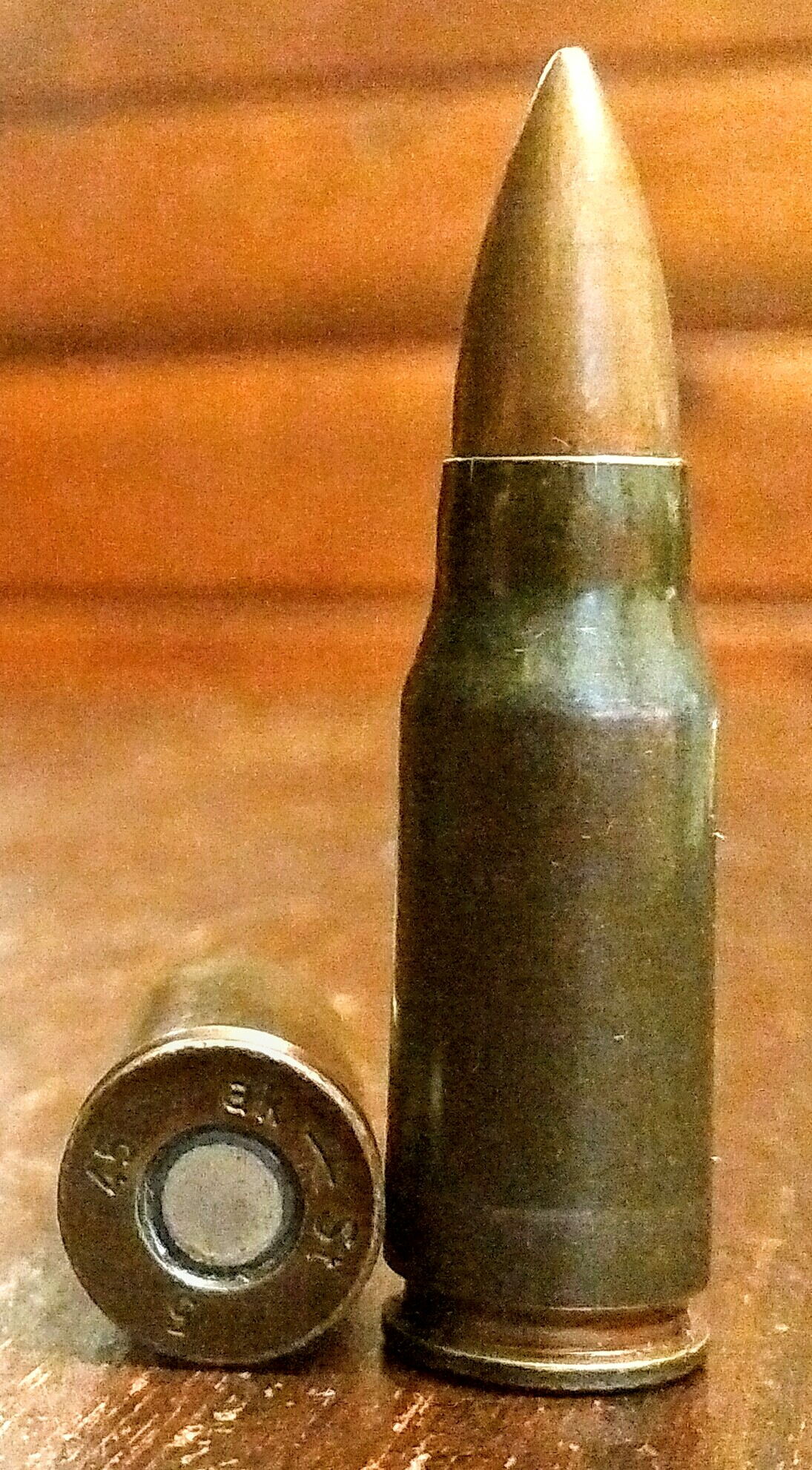
Una fotografía de un cartucho intermedio.

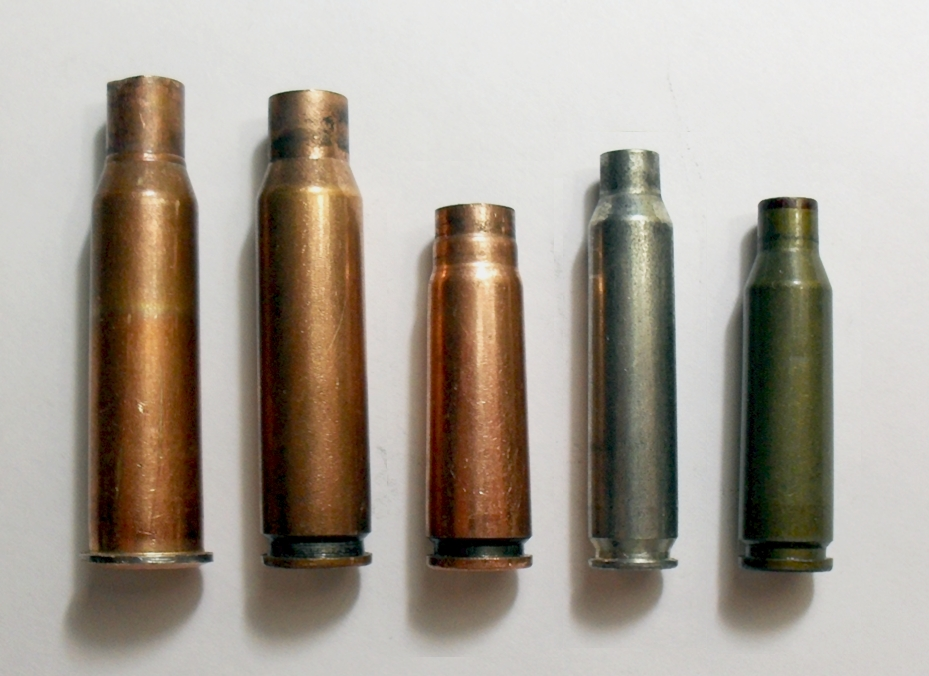
Vainas de cartuchos de fusil de servicio: (izquierda a derecha)
Cartuchos de fusil:
7,62 × 54 mm R
7,62 × 51 mm OTAN
Cartuchos intermedios:
7,62 × 39 mm
5,56 × 45 mm OTAN
5,45 × 39 mm.

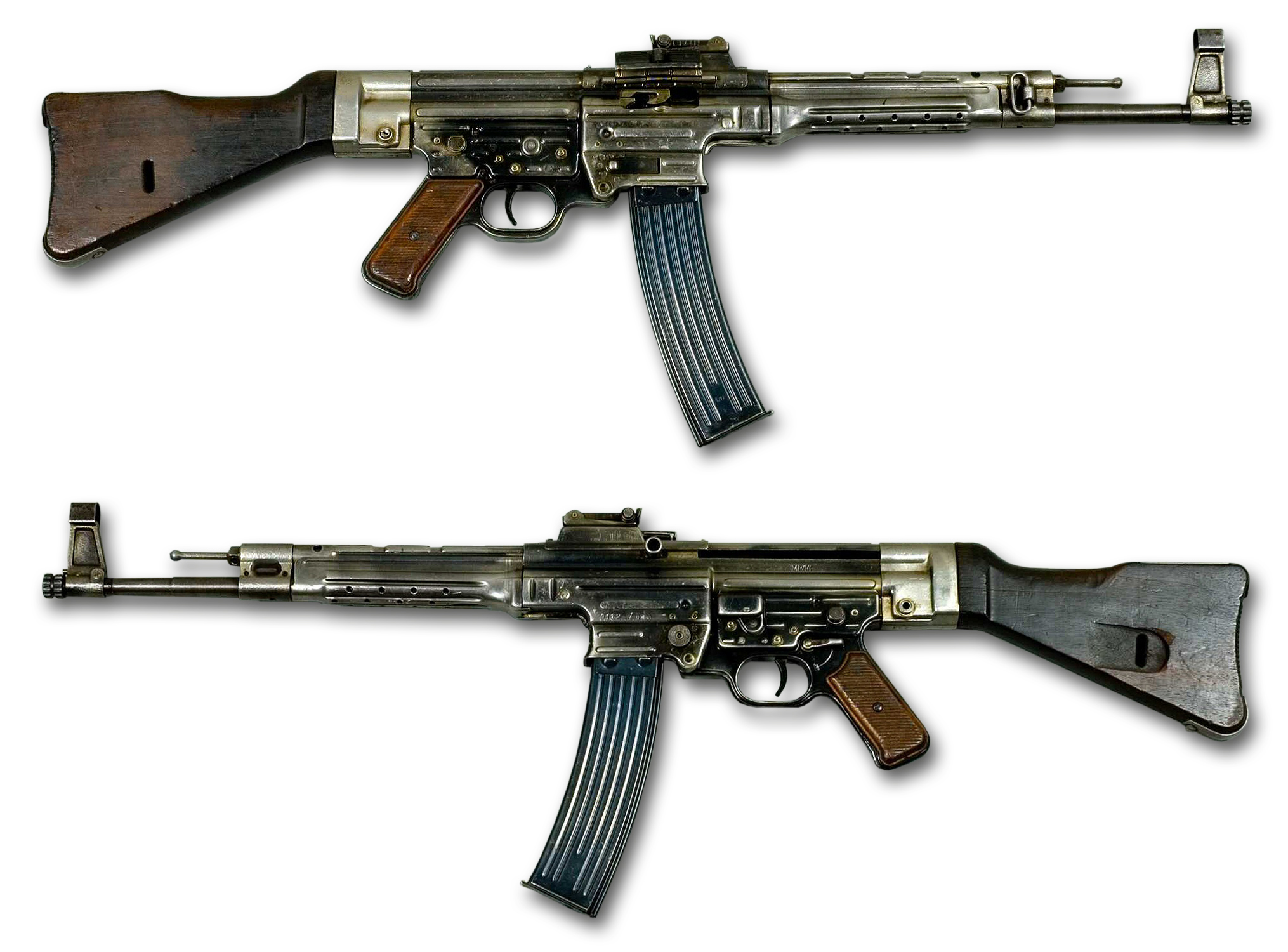
El Sturmgewehr 44, un desarrollo del anterior Maschinenkarabiner 42(H).

Un cartucho intermedio es un cartucho de fusil/carabina que es más potente que un cartucho de pistola/arma de defensa personal, pero mantiene una energía en boca reducida comparado con un cartucho de potencia plena (como el .303 British, 7,62 × 54 mm R, 7,92 × 57 mm Mauser, 7,7 × 58 mm Arisaka, .30-06 Springfield o el 7,62 × 51 mm OTAN) y, por lo tanto, se lo considera «intermedio» entre los calibres tradicionales de fusil y pistola.
Como su retroceso se reduce significativamente en comparación con los cartuchos de máxima potencia, los fusiles completamente automáticos disparando cartuchos intermedios son relativamente fáciles de controlar. Sin embargo, a pesar de que son menos potentes que un cartucho tradicional de máxima potencia, la balística externa sigue siendo suficiente para un alcance efectivo de 300 a 600 m, que cubre las situaciones de enfrentamiento de infantería más típicas en la guerra moderna. Esto permitió el desarrollo del fusil de asalto, un tipo de arma portátil de fuego selectivo versátil que es más liviana y compacta que los fusiles de batalla tradicionales que disparan cartuchos de plena potencia.
Los primeros cartuchos intermedios que entraron en servicio fueron el alemán 7,92 × 33 mm Kurz utilizado en el StG 44 y el .30 Carbine utilizado en la carabina M2 de fuego selectivo durante los últimos años y los días finales de Segunda Guerra Mundial. Otros ejemplos incluyen el soviético 7,62 × 39 mm M43 (usado en los fusiles SKS y AK-47) y 5,45 × 39 mm M74 (usado en el AK-74, que reemplazó al AK-47), el estadounidense 5,56 × 45 mm OTAN (usado en el AR-15/fusil M16 y carabinas M4) y el chino 5,8 × 42 mm (utilizado en la familia de fusiles QBZ-95).

## Historia

### Cartuchos de alta potencia
A finales del siglo XIX y principios del XX se introdujeron cartuchos de pólvora sin humo y balas spitzer encamisadas de pequeño calibre que extendieron el alcance efectivo más allá las limitaciones de las miras de fusil abiertas. La Ametralladora Maxim, la primera ametralladora del mundo, fue diseñada en 1885, y un año después, el fusil Lebel Modelo 1886 tenía la distinción de ser el primer fusil de cerrojo de pólvora sin humo del mundo.
En los años previos a la Primera Guerra Mundial, el Lebel estableció un ejemplo internacional, y todas las grandes potencias del mundo empezaron a producir cartuchos y fusiles de servicio de alta potencia para pólvora sin humo. Esto incluyó, pero no se limitó a, el alemán Gewehr 98, el británico Lee-Enfield, el ruso Mosin-Nagant y el estadounidense M1903 Springfield. Estos fusiles pesaban más de 4 kg y tenían más de 1 metro de largo, y, como tales, eran generalmente inapropiados para el combate cuerpo a cuerpo. Disparaban cartuchos y presentaban miras de hierro diseñadas en una época en la que la doctrina militar esperaba disparos de fusil a distancias superiores a 1000 m para disparar simultáneamente a objetivos distantes en un área, como filas de enemigos, pero las distancias de combate típicas eran mucho más cortas, alrededor de 100 a 300 m, rara vez excedían los 500 m.

### Exceso de potencia
Durante la Segunda Guerra Mundial, para mejorar la capacidad de combate cuerpo a cuerpo, se crearon algunos fusiles semiautomáticos, como el M1 Garand estadounidense, el SVT-40 soviético y el alemán Gewehr 43. Estos fusiles semiautomáticos ofrecían una ventaja significativa en potencia de fuego y tiempo de recuperación disparo a disparo sobre los soldados de infantería enemigos armados principalmente con fusiles de cerrojo con recámaras similares. Para el combate cuerpo a cuerpo, una solución más común era el subfusil. Armas como la soviética PPSh-41, la estadounidense Thompson, la británica Sten y la alemana MP-40, tenían fuego completamente automático, y todavía eran fácilmente controlables debido al hecho de que usaban cartuchos de pistola. Estas ametralladoras podían proporcionar altas tasas de fuego controlable, pero carecían del poder de parada y el alcance efectivo más largo de los fusiles de combate.[cita requerida].
En 1951, el ejército estadounidense publicó un estudio sobre la velocidad de disparo del M1 Garand; un soldado entrenado promedió 40-50 disparos precisos por minuto en un rango de 300 m. «En rangos superiores a 500 m, un objetivo del campo de batalla es difícil de alcanzar para el fusilero promedio. Por lo tanto, 500 m es considerado el alcance efectivo máximo, aunque el fusil tiene una precisión mucho mayor».

### Cartuchos más livianos
Aunque técnicamente es un cartucho de plena potencia, el primero en cumplir este requisito puede haber sido el japonés 6,5 × 50 mm Arisaka utilizado por el fusil ruso Fedorov Avtomat, utilizado en cantidades limitadas desde 1915-1917 (el cartucho en sí se remonta a 1897). El Fedorov fue posiblemente el primer fusil de asalto.
Esto condujo a una serie de intentos iniciales de producir un cartucho de menor potencia utilizando calibres existentes. Los ejemplos incluyen el cartucho estadounidense .30 Carbine para la carabina M1 y el alemán 7,92 × 33 mm Kurz, una versión recortada del cartucho estándar 7,92 × 57 mm Mauser, utilizado en el StG-44, que se considera más comúnmente como el primer fusil de asalto. Los soviéticos desarrollaron un cartucho similar, el 7,62 × 39 mm, para el SKS pero mucho más conocido como el cartucho de posguerra AK-47.

### Desarrollos de posguerra
Estos ejemplos anteriores se desarrollaron generalmente con el objetivo de facilitar el desarrollo y la logística, y carecían de un estudio riguroso de su desempeño. En la era inmediata de la posguerra, el Ejército británico comenzó un estudio de este tipo con miras a reemplazar su .303 British, anterior a la Primera Guerra Mundial. El .303 había sido programado para ser reemplazado repetidamente, pero una serie de eventos lo mantuvieron en servicio durante décadas más de lo esperado. Sus estudios llevaron a un nuevo cartucho intermedio especialmente diseñado, el .280 British, junto con nuevas armas para dispararlo. Ela cartucho atrajo un interés significativo entre otras fuerzas cercanas al Reino Unido, pero durante el esfuerzo de normalización de la OTAN, Estados Unidos se puso en contra a cualquier reducción de potencia. El 7,62 × 51 mm OTAN fue seleccionada en la década de 1950.
En la práctica, se descubrió que el 7,62 × 51 mm OTAN era demasiado potente para armas de fuego selectivo, como habían advertido las pruebas británicas. Cuando Estados Unidos entró en la Guerra de Vietnam estaban armados con el fusil M14 semiautomático mientras se enfrentaban a un número creciente de AK-47 completamente automáticos. Las demandas de un arma de fuego selectivo fueron constantes, pero el Ejército tardó en responder. Un programa de la ARPA abrió el camino para que un pequeño número de un nuevo y mucho más pequeño cartucho, el .223 Remington, fuera introducido al combate por fuerzas especiales. Los informes de campo fueron extremadamente favorables, lo que llevó a la introducción del fusil M16.
Desde entonces, ha habido un movimiento mundial hacia cartuchos de aproximadamente el mismo rendimiento que el .223 Remington. Los soviéticos introdujeron su 5,45 × 39 mm en 1974, otra campaña de normalización de la OTAN condujo a la mejora del .223, el 5,56 × 45 mm OTAN en 1980, y los chinos 5,8 × 42 mm en 1987. Estos cartuchos intermedios permiten a un soldado llevar más munición por el mismo peso en comparación con sus cartuchos predecesores más grandes y pesados, tienen características máximas favorables en un alcance letal y producen un retroceso relativamente bajo, favoreciendo el diseño de armas livianas y la precisión del disparo automático.

### Cartucho de servicio universal
Algunos ejércitos han considerado la adopción de un cartucho de servicio universal: un reemplazo de los cartuchos intermedios de alta velocidad y pequeño calibre y los cartuchos de plena potencia con un cartucho en el extremo más grande del espectro de cartuchos intermedios, muy adecuado tanto para fusiles de asalto como para ametralladoras de uso general, calibre en el rango de 6 mm a 7 mm, con balística externa y terminal cercana o igual a los cartuchos de plena potencia 7,62 × 51 mm OTAN y 7,62 × 54 mm R. El .280 British (7 × 43 mm) y el checo 7,62 × 45 mm fueron los primeros intentos de crear cartuchos de servicio universal. El Ejército de los Estados Unidos realizó pruebas de munición telescópica, munición con vaina de polímero y munición sin vaina para cartuchos de servicio futuros. Se ha criticado la viabilidad de un cartucho de servicio universal, y, a partir de 2020, no se ha reemplazado ningún cartucho intermedio.

## Características
Los cartuchos intermedios típicos tienen:
- Vaina con cuello
- Según el CIP (Commission Internationale Permanente pour l'Epreuve des Armes à Feu Portatives) y las EPVAT de la OTAN, las presiones máximas de servicio oscilan entre lo 320 y 430 MPa de presión máxima
- Energía de salida que oscilan entre 1250 y 2500 Joules
- Velocidades de salida que oscila entre 700 y 950 m/s
- Una relación entre volumen de la vaina y el calibre relativamente baja, que oscila entre 2,87 y 7,99

## Lista de cartuchos intermedios

### Cartuchos de servicio
Los cartuchos de servicio son cartuchos usados por los fusiles de servicio de los ejércitos.
- cartucho 5,45 × 39 mm del fusil de asalto AK-74.
- cartucho 5,56 × 45 mm OTAN (.223 Remington) del fusil de asalto M16 y la carabina M4.
- cartucho 5,8 × 42 mm fusil de asalto QBZ-95.
- cartucho .30 Carbine (7,62 × 33 mm) cartucho de las carabinas de los Estados Unidos M2 de fuego selectivo y M1 semiautomática[21]
- cartucho 7,62 × 39 mm del fusil de asalto AK-47 y la carabina semiautomática SKS.
- cartucho 7,62 × 45 mm del fusil semiautomático Vz. 52.
- cartucho 7,92 × 33 mm Kurz del fusil de asalto StG 44.

### Cartuchos prototipo
- Cartucho 4,85 × 49 mm del fusil de asalto experimental Enfield IW.
- Cartucho 6 × 45 mm SAW de la ametralladora ligera experimental Rodman Laboratories XM235, un proyecto que terminó en el M249.
- Cartucho 6,5 × 39 mm basado en el 7,62 × 39 mm de las variantes de los fusiles de asalto AR-15 y Zastava M70.
- Cartucho 6,8 mm Remington SPC (6,8 × 43 mm) del fusil de asalto de servicio limitado LWRC M6.
- Cartucho .280 British (7 × 43 mm) del fusil de asalto experimental y de servicio limitado EM-2.
- Cartucho 7,5 × 38 mm para el fusil CEAM Modèle 1950 y la variante francesa experimental del fusil StG 45 (M).
- 7,65 × 33 mm Argentino, variante del cartucho alemán de 7,92 × 33 mm para su uso en la copia argentina del fusil de asalto alemán Sturmgewehr 44.
- 7,65 × 35 mm usdo en el CEAM Modèle 1950 y en variante francesa experimental del fusil StG 45 (M)
- 7,75 × 39 mm GeCo, el primer cartucho intermedio jamás creado, experimento alemán.
- Cartucho subsónico 12,7 × 55 mm STs-130 fusil de asalto/combate de servicio limitado ShAK-12.